# Little Armenia
Little Armenia (español: pequeña Armenia) es una comunidad que forma parte del distrito de Hollywood en Los Ángeles (California). Se encuentra en el área denominada como East Hollywood (Hollywood del Este o Hollywood Oriental). El área está cubierta por el Metro Red Line en la estación Hollywood/Western.
Little Armenia está definida por el Ayuntamiento de la Ciudad de Los Ángeles City Council como: "el área limitada al norte por Hollywood Blvd. entre la Autopista 101 (101 Freeway) y la Avenida Vermont (Vermont Ave.), al este por la  Avenida Vermont desde Hollywood Blvd. hasta Santa Monica Blvd., al sur por Santa Monica Blvd. entre la Avenida Vermont y la Ruta U.S. 101 (U.S. Route 101) y al oeste por la Ruta 101 (Route 101) desde Santa Monica Blvd. hasta Hollywood Blvd.". (Adoptado el 6 de octubre de 2000.)